# Ostřice vláskovitá

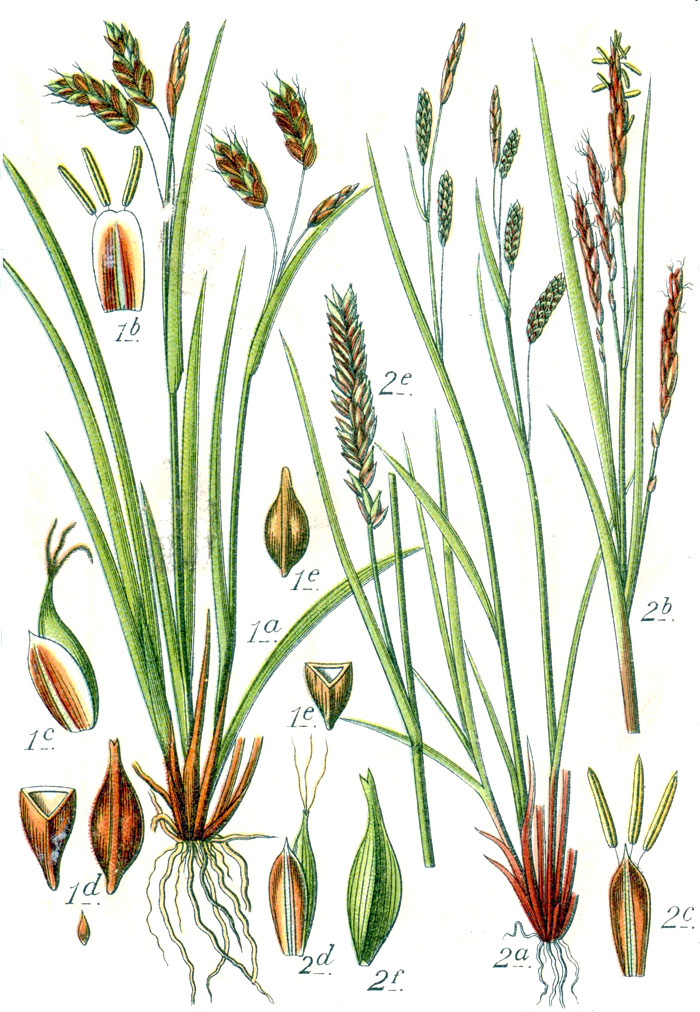
Ostřice vláskovitá (na ilustraci jen rostlina nalevo)

Ostřice vláskovitá (Carex capillaris) je druh jednoděložné rostliny z čeledi šáchorovité (Cyperaceae).

## Popis
Jedná se o rostlinu dosahující výšky nejčastěji 5-25, zřídka až 60 cm. Je vytrvalá, trsnatá, bez oddenku. Listy jsou střídavé, přisedlé, s listovými pochvami. Lodyha je trojhranná, asi 2x delší než listy. čepele jsou asi 2-3 mm široké, zcela lysé. Bazální pochvy jsou nejčastěji bledě až nachově hnědé, vláknitě rozpadavé. Ostřice vláskovitá patří mezi různoklasé ostřice, nahoře jsou klásky čistě samčí, dole čistě samičí. Samčí vrcholový klásek bývá jen jeden, samičích 2–4, jsou hnědavé a samčí klas často převyšují. Samičí klásky jsou asi 0, 5–1,5 cm dlouhé, řídké a obsahují jen asi 5-20 květů, jsou na dlouhých stopkách a za zralosti jsou výrazně převislé. Dolní listen je pochvatý a asi zdéli květenství. Okvětí chybí. V samčích květech jsou zpravidla 3 tyčinky. Blizny jsou většinou 3. Plodem je mošnička, která je asi 2-4 mm dlouhá, šedohnědá, bezžilná, lesklá na vrcholu pozvolně zúžená do krátkého zobáku. Každá mošnička je podepřená plevou, která je za zralosti světle červenohnědá, blanitě lemovaná, delší než mošnička. V ČR kvete nejčastěji v květnu až v červenci. Počet chromozómů: 2n=54.

## Rozšíření ve světě
Ostřice vláskovitá má rozsáhlý areál, je to cirkumpolárně rozšířený severský a vysokohorský druh rostoucí spíše na bazických podkladech, roste v severní Evropě a v horách jižnější Evropy s přesahem do velehor severní Afriky (Atlas). Dále roste v Asii na Sibiři a v některých asijských horách a v Severní Americe, kde v jižnějších oblastech roste také jen v horách.

## Rozšíření v Česku
V ČR je to velmi vzácný a kriticky ohrožený druh, kategorie C1. V současnosti roste pouze v Krkonoších, např. v lokalitě Čertova zahrádka, a v Jeseníkách. Zde byla naposledy zaznamenána v roce 1951 a byla považována za vyhynulou, v roce 2022 ale byla objevena při průzkumu nepřístupných míst Velké kotliny.